# Discografia de J Balvin
O cantor colombiano J Balvin lançou cinco álbuns de estúdio, uma mixtape, vinte e quatro singles, quinze singles em destaque, quatro singles promocionais, dez videoclipes e outras aparições de álbuns. Em 2009, Balvin lançou seu primeiro single "Ella Me Cautivó", tornando-se sua primeira música lançada nos Estados Unidos, que é o primeiro single do álbum de estreia Real, lançado em 2009 e que recebeu a certificação Gold. El Negocio , lançado em 2011, teve menos sucesso comercial do que o Realmas produziu dois singles que lhe deram reconhecimento nacional, "Sin Compromiso" e "En Lo Oscuro", ambos no top 10 da Colômbia. Nos inícios de 2012, ele lançou uma mixtape que inclui alguns singles e novas músicas, só foi lançado nos Estados Unidos e no México.
Em 24 de abril de 2012, Balvin lançou "Yo Te Lo Dije", o primeiro single do seu próximo álbum, a canção foi número um na Colômbia por oito semanas não consecutivas e se tornou sua primeira participação na Billboard Latin Songs, com um pico no número 13, também, a música foi um grande sucesso na Romênia. O segundo single, "Tranquila", o hit foi top 10 em quatro países e atingiu o topo das paradas na Grécia. Isso resultou em lançar um remix com a cantora grega Eleni Foureira. Em 2013, ele lançou o terceiro single "Sola", que foi o número um na Colômbia e entrou nas paradas da Bulgária. Em 15 de outubro de 2013, ele lançou "6 AM", mais tarde foi enviado para as rádios latinas e recebeu uma grande rotatividade, tornando-se seu primeiro número na Billboard Latin Rhythm Songs e alcançou o terceiro lugar na Billboard Latin Songs, a canção foi certificada Ouro no México e na Espanha. Em outubro de 2013, Balvin lançou seu terceiro álbum de estúdio, La Familia, que chegou ao número dez na Billboard Latin Albums, ficou no topo da Billboard Latin Rhythm Albums e recentemente recebeu sete certificações Platina e duas de Ouro. Em 2014, ele lançou o quinto single "La Venganza". Uma versão expandida do La Familia, com legendas em B Sides, foi lançado em 16 de setembro de 2014, que gerou o single de sucesso "Ay Vamos", que acabou no topo das paradas na Colômbia, República Dominicana e na Latin Rhythm Songs.

## Álbuns

### Álbuns de estúdio
| Título                                                                         | Detalhes                                                                                    | Maiores posições | Maiores posições | Maiores posições | Maiores posições | Maiores posições | Maiores posições | Maiores posições | Maiores posições | Maiores posições | Maiores posições | Vendas         | Certificações                                                                             |
| Título                                                                         | Detalhes                                                                                    | BEL              | FRA              | ITA              | MEX              | NL               | SPA              | SWE              | SWI              | US               | US Latin         | Vendas         | Certificações                                                                             |
| ------------------------------------------------------------------------------ | ------------------------------------------------------------------------------------------- | ---------------- | ---------------- | ---------------- | ---------------- | ---------------- | ---------------- | ---------------- | ---------------- | ---------------- | ---------------- | -------------- | ----------------------------------------------------------------------------------------- |
| Real                                                                           | - Lançado: 7 de maio de 2009 - Gravadora: EMI Colombia - Formato: CD, download digital      | —                | —                | —                | —                | —                | —                | —                | —                | —                | —                |                | - : Ouro                                                                                  |
| El Negocio                                                                     | - Lançado: 25 de março de 2011 - Gravadora: EMI Colombia - Formato: Download digital        | —                | —                | —                | —                | —                | —                | —                | —                | —                | —                |                |                                                                                           |
| La Familia                                                                     | - Lançado: 29 de outubro de 2013 - Gravadora: Capitol Latin - Formato: CD, download digital | —                | —                | —                | 46               | —                | —                | —                | —                | —                | 10               | - EUA: 15,000  | - : Ouro - : 4x Platina - : Ouro - : Platina - : 2x Platina - : 2× Platina - : 3x Platina |
| Energia                                                                        | - Lançado: 24 de junho de 2016 - Gravadora: Capitol Latin - Formato: CD, download digital   | 187              | —                | —                | 1                | —                | 44               | —                | 49               | 38               | 1                | - EUA: 102,000 | - : Ouro - : Platina - : 3x Platina - : 4x Platina (Latina]]) - : Diamante - : Platina    |
| Vibras                                                                         | - Lançado: 25 de maio de 2018 - Gravadora: Universal Latin - Formato: CD, download digital  | 119              | 79               | 47               | —                | 28               | 62               | 50               | 20               | 15               | 1                | - EUA: 15,000  | - : Diamante - : Ouro - : Platina - : 8x Platina (Latina)                                 |
| "—" denota títulos que não entraram nas paradas ou não foram lançados no país. |                                                                                             |                  |                  |                  |                  |                  |                  |                  |                  |                  |                  |                |                                                                                           |

### Álbuns reeditados
| Título             | Detalhes                                                                                      | Posições |
| Título             | Detalhes                                                                                      | MEX      |
| ------------------ | --------------------------------------------------------------------------------------------- | -------- |
| La Familia B Sides | - Lançado: 16 de setembro de 2014 - Gravadora: Capitol Latin - Formatos: CD, download digital | 3        |

### Mixtapes
| Título            | Detalhes                                                                                        |
| ----------------- | ----------------------------------------------------------------------------------------------- |
| J Balvín Mix Tape | - Lançado: 28 de fevereiro de 2012 (EUA) - Gravadora: EMI Colombia - Formatos: Download digital |

## Singles

### Como artista principal
| Canção                                                                         | Ano  | Maiores posições | Maiores posições | Maiores posições | Maiores posições | Maiores posições | Maiores posições | Maiores posições | Maiores posições | Maiores posições | Maiores posições | Certificações                                                                                       | Álbum                         |
| Canção                                                                         | Ano  | COL              | ARG              | BEL              | FRA              | ITA              | MEX              | SPA              | SWI              | US               | US Latin         | Certificações                                                                                       | Álbum                         |
| ------------------------------------------------------------------------------ | ---- | ---------------- | ---------------- | ---------------- | ---------------- | ---------------- | ---------------- | ---------------- | ---------------- | ---------------- | ---------------- | --------------------------------------------------------------------------------------------------- | ----------------------------- |
| "Ella Me Cautivó"                                                              | 2009 | 16               | —                | —                | —                | —                | —                | —                | —                | —                | —                | | Real                          |
| "Sin Compromiso"                                                               | 2010 | 2                | —                | —                | —                | —                | —                | —                | —                | —                | —                | | El Negocio                    |
| "Me Gustas Tú"                                                                 | 2010 | 11               | —                | —                | —                | —                | —                | —                | —                | —                | —                | | El Negocio                    |
| "En Lo Oscuro"                                                                 | 2011 | 1                | —                | —                | —                | —                | —                | —                | —                | —                | —                | | El Negocio                    |
| "Como un Animal"                                                               | 2012 | —                | —                | —                | —                | —                | —                | —                | —                | —                | —                | | Mix Tape                      |
| "Yo Te Lo Dije"                                                                | 2012 | 1                | —                | —                | —                | —                | —                | —                | —                | —                | 13               | - : 2x Platina (Latin)                                                                              | La Familia                    |
| "Tranquila"                                                                    | 2012 | 3                | —                | —                | —                | —                | —                | —                | —                | —                | 34               | - : Platina (Latin)                                                                                 | La Familia                    |
| "Sola"                                                                         | 2013 | 1                | —                | —                | —                | —                | —                | —                | —                | —                | —                | - : Ouro (Latin)                                                                                    | La Familia                    |
| "6 AM" (part. Farruko)                                                         | 2013 | 4                | —                | —                | —                | —                | 24               | 22               | —                | —                | 3                | - : Platina - : 2x Platina - : Diamante (Latin)                                                     | La Familia                    |
| "La Venganza"                                                                  | 2014 | 10               | —                | —                | —                | —                | —                | —                | —                | —                | —                | | La Familia                    |
| "Ay Vamos"                                                                     | 2014 | 1                | —                | —                | —                | —                | 35               | 18               | —                | —                | 1                | - : Ouro - : Ouro - : Platina - : Diamante (Latin)                                                  | La Familia B Sides            |
| "Ginza"                                                                        | 2015 | 1                | —                | —                | 21               | 1                | 1                | 1                | 33               | 84               | 1                | - : 5x Platina - : 4x Platina - : Diamante (Latin)                                                  | Energía                       |
| "Bobo"                                                                         | 2016 | 2                | 8                | —                | —                | —                | 1                | 13               | —                | —                | 1                | - : 2x Platina - : Platina (Latin)                                                                  | Energía                       |
| "Safari" (part. Pharrell Williams, BIA e Sky)                                  | 2016 | 5                | 15               | —                | 132              | 26               | 1                | 1                | 76               | —                | 3                | - : 2x Platina - : 4x Platina                                                                       | Energía                       |
| "Qué Raro" (com Feid)                                                          | 2016 | —                | —                | —                | —                | —                | —                | 78               | —                | —                | 47               | - : Ouro (Latin)                                                                                    | Así Como Suena                |
| "Sigo Extráñandote"                                                            | 2017 | 3                | 9                | —                | —                | —                | 36               | 13               | —                | —                | 9                | - : Ouro - : 2x Platina                                                                             | Energía                       |
| "Si Tu Novio Te Deja Sola" (com Bad Bunny)                                     | 2017 | 14               | —                | —                | —                | —                | —                | —                | —                | —                | 14               | | Não adicionado à nenhum álbum |
| "Hey Ma" (com Pitbull part. Camila Cabello)                                    | 2017 | 44               | 12               | —                | 49               | 35               | 13               | 6                | 30               | —                | 5                | - : Platina - : 3x Platina                                                                          | The Fate of the Furious       |
| "Bonita" (com Jowell & Randy)                                                  | 2017 | 5                | 18               | —                | —                | 79               | 20               | 8                | —                | —                | 8                | - : Platina - : 3x Platina                                                                          | Não adicionado à nenhum álbum |
| "Mi Gente" (com Willy William)                                                 | 2017 | 1                | 2                | 7                | 10               | 1                | 1                | 1                | 4                | 19               | 1                | - : 2x Platina - : 2x Platina - : 4x Platina - : Platina - : 6x Platina - : 4x Platina - : Diamante | Vibras                        |
| "Mi Gente" (Remix) (com Willy William part. Beyoncé)                           | 2017 | 1                | 1                | 71               | —                | —                | 1                | 15               | 16               | 31               | 1                | - : Platina - : Ouro - : 2x Platina - : 68x Platina (Latina)                                        | Não adicionado à nenhum álbum |
| "Sensualidad" (com Bad Bunny e Prince Royce part. Mambo Kingz e DJ Luian)      | 2017 | 12               | —                | —                | —                | —                | —                | 1                | —                | —                | 8                | - : Ouro - : 3x Platina                                                                             | Não adicionado à nenhum álbum |
| "Downtown" (com Anitta)                                                        | 2017 | 9                | 15               | —                | —                | —                | —                | 8                | 73               | —                | 14               | - : 4x Platina - : Platina - : 2x Platina - : 6x Platina (Latin)                                    | Não adicionado à nenhum álbum |
| "Bum Bum Tam Tam (Remix)" (com Future, Stefflon Don, Juan Magán e MC Fioti)    | 2017 | 32               | 87               | —                | 3                | 42               | —                | 9                | 51               | —                | 23               | - : Ouro - : Platina - : Platina - : Diamante                                                       | Não adicionado à nenhum álbum |
| "Machika" (com Anitta e Jeon)                                                  | 2018 | 1                | 17               | —                | 185              | 14               | 45               | 14               | 94               | —                | 10               | - : Platina - : Ouro - : Platina (Latin)                                                            | Vibras                        |
| "Ahora"                                                                        | 2018 | 45               | —                | —                | —                | —                | —                | 27               | —                | —                | 27               | - : Ouro                                                                                            | Vibras                        |
| "X" (com Nicky Jam)                                                            | 2018 | 2                | 17               | 19               | 4                | 1                | 4                | 1                | 3                | 41               | 1                | - : Ouro - : 3x Platina - : 3x Platina - : Platina                                                  | Não adicionado à nenhum álbum |
| "Ambiente"                                                                     | 2018 | 7                | 37               | —                | —                | —                | —                | 30               | —                | —                | 11               | - : Ouro                                                                                            | Vibras                        |
| "Familiar" (com Liam Payne)                                                    | 2018 | 33               | —                | 11               | 103              | —                | 9                | 65               | 52               | —                | —                | - : Platina                                                                                         | Não adicionado à nenhum álbum |
| "I Like It" (com Cardi B e Bad Bunny)                                          | 2018 | 19               | 41               | 21               | 25               | 24               | —                | 10               | 8                | 1                | —                | - : Platina - : Platina - : Platina - : Platina - : 2x Platina - : 4x Platina - : Ouro              | Invasion of Privacy           |
| "No Es Justo" (com Zion & Lennox)                                              | 2018 | 3                | 8                | —                | —                | —                | 15               | 5                | —                | —                | 10               | - : 2x Platina                                                                                      | Vibras                        |
| "Say My Name" (com David Guetta e Bebe Rexha)                                  | 2018 | 61               | 50               | 10               | 12               | —                | —                | 32               | 14               | —                | —                | | 7                             |
| "Reggaetón"                                                                    | 2018 | 1                | 9                | —                | —                | —                | —                | 26               | —                | —                | 22               | - : Ouro                                                                                            | ASA                           |
| "—" denota títulos que não entraram nas paradas ou não foram lançados no país. |      |                  |                  |                  |                  |                  |                  |                  |                  |                  |                  | |                               |

### Como artista convidado
| Título                                                                          | Ano  | Maiores posições | Maiores posições | Maiores posições | Maiores posições | Maiores posições | Maiores posições | Maiores posições | Maiores posições | Maiores posições | Maiores posições | Certificações                                                    | Álbum                         |
| Título                                                                          | Ano  | COL              | ARG              | BEL              | GER              | ITA              | MEX              | SPA              | SWI              | US               | US Latin         | Certificações                                                    | Álbum                         |
| ------------------------------------------------------------------------------- | ---- | ---------------- | ---------------- | ---------------- | ---------------- | ---------------- | ---------------- | ---------------- | ---------------- | ---------------- | ---------------- | ---------------------------------------------------------------- | ----------------------------- |
| "Blurred Lines" (Robin Thicke com participação de Pharrell Williams e J Balvin) | 2013 | 7                | —                | —                | —                | —                | —                | —                | —                | —                | —                |                                                                  | Blurred Lines                 |
| "I Want Cha" (Xonia com participação de J Balvin)                               | 2014 | —                | —                | —                | —                | —                | —                | —                | —                | —                | —                |                                                                  | Não adicionado à nenhum álbum |
| "Cola Song" (Inna com participação de J Balvin)                                 | 2014 | —                | —                | —                | 8                | 36               | —                | —                | —                | —                | —                | - PROMUSICAE: Platina                                            | Não adicionado à nenhum álbum |
| "Translation" (Vein com participação de J Balvin e Belinda)                     | 2014 | —                | —                | —                | —                | —                | —                | —                | —                | —                | —                |                                                                  | Não adicionado à nenhum álbum |
| "Tu Sombra" (Jencarlos Canela com participação de J Balvin)                     | 2015 | —                | —                | —                | —                | —                | —                | —                | —                | —                | —                |                                                                  | Jen                           |
| "Stuck on a Feeling" (Prince Royce com participação de J Balvin)                | 2015 | —                | —                | —                | —                | —                | —                | —                | —                | —                | —                |                                                                  | Double Vision                 |
| "La Frontera" (Juan Gabriel com participação de Julión Álvarez e J Balvin)      | 2015 | —                | —                | —                | —                | —                | 12               | —                | —                | —                | 32               |                                                                  | Los Dúo, Vol. 2               |
| "Sorry (Latino Remix)" (Justin Bieber com participação de J Balvin)             | 2015 | 6                | 10               | —                | —                | —                | —                | —                | —                | —                | —                |                                                                  | Não adicionado à nenhum álbum |
| "Love Is the Name" (Sofia Carson com participação de J Balvin)                  | 2016 | —                | —                | —                | —                | —                | —                | —                | —                | —                | —                |                                                                  | Não adicionado à nenhum álbum |
| "Otra Vez" (Zion & Lennox com participação de J Balvin)                         | 2016 | 2                | —                | —                | —                | 89               | 31               | 7                | —                | —                | 5                | - FIMI: Platina - PROMUSICAE: 5× Platina                         | Motivan2                      |
| "35 Pa Las 12" (Fuego com participação de J Balvin)                             | 2016 | —                | —                | —                | —                | —                | —                | —                | —                | —                | —                |                                                                  | Fireboy Forever II & Energía  |
| "Turn out the Light" (Cris Cab com participação de J Balvin)                    | 2016 | —                | —                | —                | —                | —                | —                | —                | —                | —                | —                |                                                                  | Não adicionado à nenhum álbum |
| "Ahora Dice" (Chris Jeday com participação de J Balvin, Ozuna e Arcángel)       | 2017 | 9                | —                | —                | —                | —                | —                | 7                | —                | —                | 7                | - FIMI: Ouro - PROMUSICAE: 4× Platina - RIAA: 2× Platina (Latin) | Não adicionado à nenhum álbum |
| "Muy Personal" (Yandel com participação de J Balvin)                            | 2017 | —                | —                | —                | —                | —                | —                | —                | —                | —                | —                | - RIAA: Platina (Latin)                                          | Update                        |
| "Mi Cama (Remix)" (Karol G com participação de J Balvin e Nicky Jam)            | 2018 | —                | 10               | —                | —                | —                | 38               | —                | —                | —                | 6                |                                                                  | Não adicionado à nenhum álbum |
| "Caliente" (De La Ghetto com participação de J Balvin)                          | 2018 | 22               | —                | —                | —                | —                | —                | —                | —                | —                | —                |                                                                  | Mi Movimiento                 |
| "Ponle" (com Rvssian e Farruko)                                                 | 2018 | 3                | 50               | —                | —                | —                | 37               | 74               | —                | —                | 38               |                                                                  | Não adicionado à nenhum álbum |
| "El Peor" (Chyno Miranda com participação de J Balvin)                          | 2018 | 86               | 22               | —                | —                | —                | —                | —                | —                | —                | —                |                                                                  | Não adicionado à nenhum álbum |
| "Just Wanna Love You" (Cris Cab com participação de J Balvin)                   | 2018 | —                | —                | —                | —                | —                | —                | —                | —                | —                | —                |                                                                  | Não adicionado à nenhum álbum |
| "Mocca (Remix)" (Lalo Ebratt e Trapical com participação de J Balvin)           | 2018 | 3                | —                | —                | —                | —                | —                | —                | —                | —                | —                | - RIAA: Platina (Latin)                                          | Não adicionado à nenhum álbum |
| "Bajo Cero" (with Sky e Jhay Cortez com participação de MadeinTYO)              | 2019 | 89               | —                | —                | —                | —                | —                | —                | —                | —                | —                |                                                                  | Não adicionado à nenhum álbum |
| "—" denota títulos que não entraram nas paradas ou não foram lançados no país.  |      |                  |                  |                  |                  |                  |                  |                  |                  |                  |                  |                                                                  |                               |

### Singles promocionais
| "Seguiré Subiendo"                                                                    | 2011 | —   | —  |    | El Negocio                        |
| "Mi Corazon"                                                                          | 2011 | —   | —  |    | El Negocio                        |
| "DM" (Remix) (Mueka com participação de Cosculluela, J Balvin e De La Ghetto)         | 2016 | —   | 33 | —  | Não adicionado à nenhum álbum     |
| "Ayer 2" (Anuel AA e DJ Nelson com participação de J Balvin, Nicky Jam e Cosculluela) | 2017 | —   | —  | 25 | Não adicionado à nenhum álbum     |
| "Perdido" (Poo Bear com participação de J Balvin)                                     | 2018 | —   | —  | —  | Poo Bear Presents Bearthday Music |
| "Positivo" (com Michael Brun)                                                         | 2018 | —   | —  | —  | Não adicionado à nenhum álbum     |
| "Estan Pa' Mí" (com Jhay Cortez)                                                      | 2018 | —   | —  | —  | Eyez on Me                        |
| "Dónde Estarás"                                                                       | 2018 | 193 | —  | 12 | Vibras                            |
| "—" denota títulos que não entraram nas paradas ou não foram lançados no país.        |      |     |    |    |                                   |